# Meister der burgundischen Prälaten

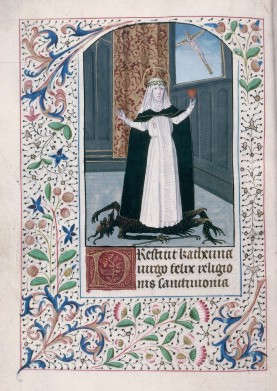
Meister der burgundischen Prälaten: Katharina von Siena, Miniatur aus dem Stundenbuch von Autum, Burgund, 15. Jh.

Als Meister der burgundischen Prälaten (fr. maître des prélats Bourguignons) wird ein Buchmaler bezeichnet, der von ca. 1470 bis ca. 1500 in Frankreich tätig war. Der Notnamen dieses  namentlich nicht bekannten Künstlers deutet auf seine Auftraggeber hin, fast ausschließlich hohe kirchliche Würdenträger, d. h. Prälaten wie Bischöfe oder Äbte aus dem Burgund. Der Meister und seine Werkstatt in Dijon oder Autun trugen entscheidend zur Wiederbelebung der Buchmalerei in der burgundischen Region bei, nachdem zuvor die Herzöge von Burgund während des  Hundertjährigen Krieges bis 1453 Werke mit Illuminationen aus den Niederlanden bevorzugt hatten.

## Werke
Dem Meister der burgundischen Prälaten werden z. B. folgende Werke zugeschrieben:
- Stundenbuch für den Bischof von Autun
  - Werk für Bischof Jean aus der Adelsfamilie der Rolin; San Marino, Huntington Library, HM 1077
- Pontifikale für den Bischof von Autun
  - Werk für Bischof Antoine aus der Adelsfamilie der Chalon; Autun, Bib. Mun., MS. 129
- Missale für den Abt von St-Etienne, Dijon
  - Werk für Abt Richard aus der Adelsfamilie der Chambellan;  Paris, Bibliothèque nationale de France, MS. lat. 879
- Missale für den Bischof von Tournai
  - Werk für Bischof Ferry aus der Adelsfamilie der Clugny; Siena, Biblioteca communale, MS. X.V.I.

Neben den Werken für die kirchlichen Vertreter von Adelsfamilien sollen aber auch für Laien bestimmte Werke aus der Werkstatt des Meisters stammen, die alle eine hohe individuelle Kunstfertigkeit ihrer Schöpfer erkennen lassen, z. B.
- Stundenbuch (Werkstatt des Meisters); New York, Public Library, Spencer 43[2]

## Stil
Die Malweise des Meisters der burgundischen Prälaten ist fast statisch, statt lebendigem Geschehen soll dies die stille Andacht ohne Ablenkung vor dem Bild betonen. Oft hebt sich der Blick der meist in dezenten Farben dargestellten Personen verklärt zum Himmel. Großformatige, oft fast seitenfüllende Bilder stehen meist nicht direkt im Zusammenhang mit dem danebenstehenden Text, wodurch man die Arbeit des Meisters und seiner Helfer als charakteristische Werke fast eigenständiger Künstler sehen kann, die ohne die sonst oft übliche direkte Anweisung zu den Ausmalungen handeln. Dies kann weiter auf die Bekanntheit und Bedeutung der Werkstatt deuten.